# Großer Preis der Emilia-Romagna 2021
Der Große Preis der Emilia-Romagna 2021 (offiziell Formula 1 Pirelli Gran Premio del Made In Italy e dell’Emilia Romagna 2021) fand am 18. April auf dem Autodromo Enzo e Dino Ferrari in Imola statt und war das zweite Rennen der Formel-1-Weltmeisterschaft 2021.

## Bericht

### Hintergründe
Der Große Preis der Emilia-Romagna war in der ursprünglichen Fassung des Rennkalenders für 2021 nicht mehr vorgesehen. Aufgrund der anhaltenden COVID-19-Pandemie wurde der Rennkalender im Januar 2021 überarbeitet, womit der Große Preis der Emilia-Romagna, um eine Woche verschoben, an die Stelle des Großen Preises von China trat.
Nach dem Großen Preis von Bahrain führte Lewis Hamilton in der Fahrerwertung mit sieben Punkten vor Max Verstappen und mit neun Punkten vor Valtteri Bottas. In der Konstrukteurswertung führte Mercedes mit 13 Punkten vor Red Bull Racing und mit 23 Punkten vor McLaren.
Beim Großen Preis der Emilia-Romagna stellte Pirelli den Fahrern die Reifenmischungen P Zero Hard (weiß, Mischung C2), P Zero Medium (gelb, C3) und P Zero Soft (rot, C4), sowie für nasse Bedingungen Cinturato Intermediates (grün) und Cinturato Full-Wets (blau) zur Verfügung.
Hamilton, George Russell (jeweils sechs), Lando Norris, Sebastian Vettel (jeweils fünf), Kimi Räikkönen (vier), Antonio Giovinazzi, Charles Leclerc, Lance Stroll (jeweils drei), Sergio Pérez (zwei), Esteban Ocon, Daniel Ricciardo und Carlos Sainz jr. (jeweils einer) gingen mit Strafpunkten ins Rennwochenende.
Mit Hamilton trat der Sieger des bisher einzigen Großen Preises der Emilia-Romagna zu diesem Grand Prix an. Fernando Alonso gewann 2005 zudem den Großen Preis von San Marino, welcher ebenfalls auf dem Autodromo Enzo e Dino Ferrari ausgetragen wurde.
Als Rennkommissare für dieses Rennwochenende fungierten Tim Mayer (USA), Silvia Bellot (ESP), Tom Kristensen (DNK) und Iacopo Arcangeli (ITA).

### Training
Im ersten freien Training fuhr Bottas in 1:16,564 Minuten die Bestzeit vor Hamilton und Verstappen. Das Training wurde nach einer Kollision zwischen Ocon und Pérez unterbrochen.
Bottas war auch im zweiten freien Training mit 1:15,551 Minuten Schnellster vor Hamilton und Pierre Gasly. Nach einem Unfall von Leclerc wurde das Training drei Minuten vor dem Ende abgebrochen.
Im dritten freien Training fuhr Verstappen mit 1:14,958 Minuten die Bestzeit vor Norris und Hamilton. Das Training wurde nach einem Unfall von Nicholas Latifi kurzzeitig unterbrochen.

### Qualifying
Das Qualifying bestand aus drei Teilen mit einer Nettolaufzeit von 45 Minuten. Im ersten Qualifying-Segment (Q1) hatten die Fahrer 18 Minuten Zeit, um sich für das Rennen zu qualifizieren. Alle Fahrer, die im ersten Abschnitt eine Zeit erzielten, die maximal 107 Prozent der schnellsten Rundenzeit betrug, qualifizierten sich für den Grand Prix. Die besten 15 Fahrer erreichten den nächsten Teil. Bottas war Schnellster. Das Qualifying-Segment wurde nach einem Unfall von Yuki Tsunoda unterbrochen, der daher keine Rundenzeit erzielte und sich nicht für das Rennen qualifizierte. Neben ihm schieden die Haas- und Alfa-Romeo-Racing-Piloten aus.
Der zweite Abschnitt (Q2) dauerte 15 Minuten. Die schnellsten zehn Piloten qualifizierten sich für den dritten Teil des Qualifyings und mussten mit den hier verwendeten Reifen das Rennen starten, alle anderen hatten freie Reifenwahl für den Rennstart. Die Mercedes-Piloten und Verstappen erzielten ihre schnellste Rundenzeit auf der Medium-Mischung, alle übrigen Fahrer auf Soft. Pérez war Schnellster. Alonso, die Williams-Fahrer, Vettel und Sainz jr. schieden aus.
Der letzte Abschnitt (Q3) ging über eine Zeit von zwölf Minuten, in denen die ersten zehn Startpositionen vergeben wurden. Hamilton fuhr mit einer Rundenzeit von 1:14,411 Minuten die Bestzeit vor Pérez und Verstappen. Es war die 99. Pole-Position für Hamilton in der Formel-1-Weltmeisterschaft.

### Rennen
Vor dem Rennen begann es auf Teilen des Kurses zu regnen. Auf dem Weg in die Startaufstellung rutschte Alonso von der Strecke und beschädigte dabei seinen Frontflügel, der vor dem Rennstart gewechselt wurde. Vettel musste aus der Boxengasse starten, da Reparaturen an seiner Bremsanlage vorgenommen wurden, die nicht rechtzeitig abgeschlossen wurden. Er erhielt zudem eine Zehn-Sekunden-Stop-and-Go-Strafe, da beim Fünf-Minuten-Signal die Reifen noch nicht montiert waren. Gasly und die Haas-Piloten starteten auf Full-Wet, die übrigen Piloten auf Intermediate. Leclerc drehte sich in der Einführungsrunde, konnte jedoch weiterfahren.
Verstappen schob sich nach dem Start innen vor der ersten Kurve neben Hamilton. In der ersten Kurve berührten sich die Fahrzeuge, Hamilton musste durch die Auslaufzone fahren. Pérez, der zunächst auf dem dritten Platz lag, fiel durch einen Fahrfehler hinter Leclerc zurück. Latifi drehte sich, fuhr anschließend weiter und schlug nach einer Kollision mit Nikita Masepin in die Streckenbegrenzung ein. Zur Bergung des beschädigen Fahrzeuges schickte die Rennleitung das Safety-Car auf die Strecke.
Verstappen führte vor Hamilton, Leclerc, Pérez, Ricciardo, Gasly, Stroll, Sainz jr., Norris und Bottas. Mick Schumacher drehte sich auf der Start-Ziel-Geraden hinter dem Safety-Car und schlug in die Streckenbegrenzung ein. Er verlor dabei seinen Frontflügel. Da sich diverse Trümmerteile seines Wagens im Bereich der Boxenausfahrt befanden, wurde die Boxengasse geschlossen. Er konnte somit nicht zur Reparatur an die Box fahren. Auch Pérez rutschte hinter dem Safety-Car von der Strecke. Kurzzeitig gingen Ricciardo und Gasly vorbei, Pérez überholte beide jedoch wieder. Nach dem Öffnen der Boxengasse fuhr Schumacher zum Wechsel des Frontflügels an die Box.
Am Ende der sechsten Runde wurde das Rennen wieder freigegeben. Verstappen setzte sich an der Spitze deutlich von Hamilton ab. Die Strecke trocknete in den folgenden Runden ab, sodass Gasly viele Positionen verlor. Am Ende der 14. Runde wechselte Gasly auf Intermediate. Die Rennleitung sprach eine Zehn-Sekunden-Zeitstrafe gegen Pérez aus, da er hinter dem Safety-Car überholt hatte. Außerdem erhielt er zwei Strafpunkte.
Auf Anweisung seiner Box ließ Ricciardo in der 18. Runde seinen Teamkollegen Norris vorbei, der sich in den folgenden Runden deutlich absetzen konnte. Vettel wechselte in der 21. Runde als erster Pilot auf Trockenreifen. Kurz darauf trat er seine Strafe an. Hamilton verkürzte auf der weiter abtrocknenden Strecke seinen Rückstand auf Verstappen, Sainz jr. ging unterdessen an Ricciardo vorbei.
Am Ende der 27. Runde wechselte Verstappen auf Medium, er fiel auf den dritten Platz zurück. Auch Sainz jr., Ricciardo und Stroll wechselten auf Medium. Hamilton, Leclerc, Pérez und Bottas fuhren eine Runde später an die Box. Pérez saß dabei seine Zeitstrafe ab, außerdem wurde sein Lenkrad gewechselt.
Nach den Boxenstopps führte Verstappen vor Hamilton, Leclerc, Norris, Pérez, Sainz jr., Ricciardo, Bottas, Stroll und Russell. Nachdem alle Piloten auf Trockenreifen gewechselt hatten, gab die Rennleitung das DRS frei.
Hamilton kam in der 32. Runde beim Überrunden von Russell von der Strecke ab und schlug leicht in die Streckenbegrenzung ein. Dabei beschädigte er sich den Frontflügel. Eine Runde später versuchte Russell auf der Start-Ziel-Geraden, Bottas mit DRS auf der Außenseite der Strecke zu überholen. Dabei verlor er die Kontrolle über seinen Wagen und kollidierte mit Bottas. Beide schlugen hart in die Streckenbegrenzung ein und schieden aus dem Rennen aus.
Die Rennleitung schickte zur gefahrlosen Bergung der Fahrzeuge erneut das Safety-Car auf die Strecke. Hamilton fuhr an die Box und ließ den Frontflügel wechseln. Die Rennleitung unterbrach das Rennen mit der roten Flagge. Verstappen führte vor Leclerc, Norris, Pérez, Sainz jr., Ricciardo, Stroll, Räikkönen, Hamilton und Tsunoda.
Das Rennen wurde nach einer Unterbrechung mit einem rollenden Start fortgesetzt. Norris, Pérez und Ricciardo starteten auf Soft, die übrigen Piloten aus der Spitzengruppe auf Medium. Auf dem Weg zum Start drehte sich Räikkönen, konnte die Fahrt jedoch fortsetzen. Auch Verstappen kam kurz von der Strecke ab. Beim Start ging Norris an Leclerc vorbei und war nun Zweiter. Tsunoda ging an Hamilton vorbei, drehte sich dann jedoch von der Strecke. Er fiel auf den 17. Platz zurück.
Pérez drehte sich in der 39. Runde ebenfalls von der Strecke und fiel auf den 14. Platz zurück. Eine Runde später ging Hamilton an Stroll vorbei und lag nun auf der sechsten Position. Stroll meldete ein Problem beim Gangwechsel an die Box. Giovinazzi fuhr an die Box, um ein Problem mit seiner Bremse beheben zu lassen.
Hamilton ging in der 43. Runde an Ricciardo vorbei und verkürzte in den folgenden Runden den Rückstand auf Sainz jr., der seinerseits auf Leclerc und Norris auflief, dessen Soft-Reifen nachließen. Verstappen hatte seinen Vorsprung unterdessen auf zwölf Sekunden ausgebaut. In der 50. Runde überholte Hamilton Sainz jr. und fuhr die bis dahin schnellste Runde des Rennens. In der 55. Runde ging Hamilton an Leclerc vorbei. Tsunoda erhielt eine Zeitstrafe von fünf Sekunden und einen Strafpunkt, da er wiederholt die Strecke in der Piratella verlassen hatte.
Hamilton verkürzte den Rückstand auf Norris und setzte ihn unter Druck. In der 60. Runde ging er auf der Start-Ziel-Geraden vorbei. Verstappen lag zu diesem Zeitpunkt bereits rund 20 Sekunden in Führung. Vettel musste das Rennen kurz vor Rennende mit einem Getriebeproblem aufgeben.
Verstappen gewann das Rennen vor Hamilton und Norris. Es war der elfte Rennsieg für Verstappen in der Formel-1-Weltmeisterschaft. Die restlichen Punkteplatzierungen belegten Leclerc, Sainz jr., Ricciardo, Stroll, Gasly, Räikkönen und Ocon. Da Hamilton die schnellste Runde fuhr und das Rennen unter den ersten Zehn beendete, erhielt er einen zusätzlichen Punkt.
Stroll erhielt nachträglich eine Zeitstrafe von fünf Sekunden sowie einen Strafpunkt, da er bei einem Überholmanöver gegen Gasly die Strecke verlassen und sich damit einen Vorteil verschafft hatte. Er fiel dadurch hinter Gasly zurück. Räikkönen erhielt nachträglich eine Zehn-Sekunden-Stop-and-Go-Strafe, die in eine Zeitstrafe von 30 Sekunden umgewandelt wurde. Nach seinem Dreher vor dem Restart hatte er nicht wieder seine Position eingenommen, womit er aus der Boxengasse hätte starten müssen, was in diesem Fall unterblieb. Ocon und Alonso rückten damit auf die neunte und zehnte Position vor. 
In der Gesamtwertung verkürzte Verstappen den Rückstand auf Hamilton auf einen Punkt, Norris war nun Dritter. In der Konstrukteurswertung blieb Mercedes vor Red Bull Racing und McLaren.

## Meldeliste
| Team                            | Nr. | Fahrer             | Chassis                           | Motor                             | Reifen |
| ------------------------------- | --- | ------------------ | --------------------------------- | --------------------------------- | ------ |
| Mercedes-AMG Petronas F1 Team   | 44  | Lewis Hamilton     | Mercedes-AMG F1 W12 E Performance | Mercedes-AMG F1 M12 E Performance | P      |
| Mercedes-AMG Petronas F1 Team   | 77  | Valtteri Bottas    | Mercedes-AMG F1 W12 E Performance | Mercedes-AMG F1 M12 E Performance | P      |
| Red Bull Racing Honda           | 33  | Max Verstappen     | Red Bull Racing RB16B             | Honda RA621H                      | P      |
| Red Bull Racing Honda           | 11  | Sergio Pérez       | Red Bull Racing RB16B             | Honda RA621H                      | P      |
| McLaren F1 Team                 | 03  | Daniel Ricciardo   | McLaren MCL35M                    | Mercedes-AMG F1 M12 E Performance | P      |
| McLaren F1 Team                 | 04  | Lando Norris       | McLaren MCL35M                    | Mercedes-AMG F1 M12 E Performance | P      |
| Aston Martin Cognizant F1 Team  | 05  | Sebastian Vettel   | Aston Martin AMR21                | Mercedes-AMG F1 M12 E Performance | P      |
| Aston Martin Cognizant F1 Team  | 18  | Lance Stroll       | Aston Martin AMR21                | Mercedes-AMG F1 M12 E Performance | P      |
| Alpine F1 Team                  | 14  | Fernando Alonso    | Alpine A521                       | Renault E-Tech 20B                | P      |
| Alpine F1 Team                  | 31  | Esteban Ocon       | Alpine A521                       | Renault E-Tech 20B                | P      |
| Scuderia Ferrari Mission Winnow | 16  | Charles Leclerc    | Ferrari SF21                      | Ferrari 065/6                     | P      |
| Scuderia Ferrari Mission Winnow | 55  | Carlos Sainz jr.   | Ferrari SF21                      | Ferrari 065/6                     | P      |
| Scuderia AlphaTauri Honda       | 10  | Pierre Gasly       | AlphaTauri AT02                   | Honda RA621H                      | P      |
| Scuderia AlphaTauri Honda       | 22  | Yuki Tsunoda       | AlphaTauri AT02                   | Honda RA621H                      | P      |
| Alfa Romeo Racing Orlen         | 07  | Kimi Räikkönen     | Alfa Romeo Racing C41             | Ferrari 065/6                     | P      |
| Alfa Romeo Racing Orlen         | 99  | Antonio Giovinazzi | Alfa Romeo Racing C41             | Ferrari 065/6                     | P      |
| Uralkali Haas F1 Team           | 09  | Nikita Masepin     | Haas VF-21                        | Ferrari 065/6                     | P      |
| Uralkali Haas F1 Team           | 47  | Mick Schumacher    | Haas VF-21                        | Ferrari 065/6                     | P      |
| Williams Racing                 | 63  | George Russell     | Williams FW43B                    | Mercedes-AMG F1 M12 E Performance | P      |
| Williams Racing                 | 06  | Nicholas Latifi    | Williams FW43B                    | Mercedes-AMG F1 M12 E Performance | P      |

## Klassifikationen

### Qualifying
| Pos.                                                                      | Fahrer             | Konstrukteur              | Q1         | Q2       | Q3         | Start |
| ------------------------------------------------------------------------- | ------------------ | ------------------------- | ---------- | -------- | ---------- | ----- |
| 01                                                                        | Lewis Hamilton     | Mercedes                  | 1:14,823   | 1:14,817 | 1:14,411   | 01    |
| 02                                                                        | Sergio Pérez       | Red Bull Racing-Honda     | 1:15,395   | 1:14.716 | 1:14,446   | 02    |
| 03                                                                        | Max Verstappen     | Red Bull Racing-Honda     | 1:15,109   | 1:14,884 | 1:14,498   | 03    |
| 04                                                                        | Charles Leclerc    | Ferrari                   | 1:15,413   | 1:14,808 | 1:14,740   | 04    |
| 05                                                                        | Pierre Gasly       | AlphaTauri-Honda          | 1:15,548   | 1:14,927 | 1:14,790   | 05    |
| 06                                                                        | Daniel Ricciardo   | McLaren-Mercedes          | 1:15,669   | 1:15,033 | 1:14,826   | 06    |
| 07                                                                        | Lando Norris       | McLaren-Mercedes          | 1:15,009   | 1:14,718 | 1:14,875   | 07    |
| 08                                                                        | Valtteri Bottas    | Mercedes                  | 1:14,672   | 1:14,905 | 1:14,898   | 08    |
| 09                                                                        | Esteban Ocon       | Alpine-Renault            | 1:15,385   | 1:15,117 | 1:15,210   | 09    |
| 10                                                                        | Lance Stroll       | Aston Martin-Mercedes     | 1:15,522   | 1:15,138 | keine Zeit | 10    |
| 11                                                                        | Carlos Sainz jr.   | Ferrari                   | 1:15,406   | 1:15,199 | –          | 11    |
| 12                                                                        | George Russell     | Williams-Mercedes         | 1:15,826   | 1:15,261 | –          | 12    |
| 13                                                                        | Sebastian Vettel   | Aston Martin-Mercedes     | 1:15,459   | 1:15,394 | –          | 13    |
| 14                                                                        | Nicholas Latifi    | Williams-Mercedes         | 1:15,653   | 1:15,593 | –          | 14    |
| 15                                                                        | Fernando Alonso    | Alpine-Renault            | 1:15,832   | 1:15,593 | –          | 15    |
| 16                                                                        | Kimi Räikkönen     | Alfa Romeo Racing-Ferrari | 1:15,974   | –        | –          | 16    |
| 17                                                                        | Antonio Giovinazzi | Alfa Romeo Racing-Ferrari | 1:16,122   | –        | –          | 17    |
| 18                                                                        | Mick Schumacher    | Haas-Ferrari              | 1:16,279   | –        | –          | 18    |
| 19                                                                        | Nikita Masepin     | Haas-Ferrari              | 1:16,797   | –        | –          | 19    |
| 20                                                                        | Yuki Tsunoda       | AlphaTauri-Honda          | keine Zeit | –        | –          | 20    |
| 107-Prozent-Zeit: 1:19,899 min (bezogen auf Q1-Bestzeit von 1:14,672 min) |                    |                           |            |          |            |       |

### Rennen
| Pos. | Fahrer             | Konstrukteur              | Runden | Stopps | Zeit        | Start | Schnellste Runde |
| ---- | ------------------ | ------------------------- | ------ | ------ | ----------- | ----- | ---------------- |
| 01   | Max Verstappen     | Red Bull Racing-Honda     | 63     | 2      | 2:02:34,598 | 03    | 1:17,524 (60.)   |
| 02   | Lewis Hamilton     | Mercedes                  | 63     | 4      | + 22,000    | 01    | 1:16,702 (60.)   |
| 03   | Lando Norris       | McLaren-Mercedes          | 63     | 2      | + 23,702    | 07    | 1:18,259 (63.)   |
| 04   | Charles Leclerc    | Ferrari                   | 63     | 2      | + 25,579    | 04    | 1:18,379 (60.)   |
| 05   | Carlos Sainz jr.   | Ferrari                   | 63     | 2      | + 27,036    | 11    | 1:18,490 (60.)   |
| 06   | Daniel Ricciardo   | McLaren-Mercedes          | 63     | 2      | + 51,220    | 06    | 1:19,341 (54.)   |
| 07   | Pierre Gasly       | AlphaTauri-Honda          | 63     | 4      | + 52,818    | 05    | 1:18,782 (59.)   |
| 08   | Lance Stroll       | Aston Martin-Mercedes     | 63     | 3      | + 56,909    | 10    | 1:18,994 (52.)   |
| 09   | Esteban Ocon       | Alpine-Renault            | 63     | 5      | + 1:05,704  | 09    | 1:19,417 (62.)   |
| 10   | Fernando Alonso    | Alpine-Renault            | 63     | 3      | + 1:06,561  | 15    | 1:19,396 (62.)   |
| 11   | Sergio Pérez       | Red Bull Racing-Honda     | 63     | 2      | + 1:07,151  | 02    | 1:18,334 (49.)   |
| 12   | Yuki Tsunoda       | AlphaTauri-Honda          | 63     | 3      | + 1:13,184  | 20    | 1:18,353 (62.)   |
| 13   | Kimi Räikkönen     | Alfa Romeo Racing-Ferrari | 63     | 3      | + 1:34,773  | 16    | 1:19,422 (62.)   |
| 14   | Antonio Giovinazzi | Alfa Romeo Racing-Ferrari | 62     | 4      | + 1 Runde   | 17    | 1:19,470 (57.)   |
| 15   | Sebastian Vettel   | Aston Martin-Mercedes     | 61     | 5      | DNF         | 13    | 1:19,074 (59.)   |
| 16   | Mick Schumacher    | Haas-Ferrari              | 61     | 4      | + 2 Runden  | 18    | 1:19,193 (58.)   |
| 17   | Nikita Masepin     | Haas-Ferrari              | 61     | 4      | + 2 Runden  | 19    | 1:20,402 (55.)   |
| –    | Valtteri Bottas    | Mercedes                  | 30     | 1      | DNF         | 08    | 1:28,485 (30.)   |
| –    | George Russell     | Williams-Mercedes         | 30     | 1      | DNF         | 12    | 1:26,543 (28.)   |
| –    | Nicholas Latifi    | Williams-Mercedes         | 0      | 0      | DNF         | 14    | –                |

Anmerkungen
1. ↑  Stroll erhielt eine Zeitstrafe von fünf Sekunden, da er sich durch das Verlassen der Strecke einen Vorteil verschaffte.
2. ↑  Tsunoda erhielt eine Zeitstrafe von fünf Sekunden, da er sich durch das Verlassen der Strecke einen Vorteil verschaffte.
3. ↑  Räikkönen erhielt eine Zeitstrafe von 30 Sekunden für ein Vergehen beim rollenden Start.

## WM-Stände nach dem Rennen
Die ersten zehn des Rennens bekamen 25, 18, 15, 12, 10, 8, 6, 4, 2 bzw. 1 Punkt(e). Zusätzlich gab es einen Punkt für die schnellste Rennrunde, da der Fahrer unter den ersten Zehn landete.

### Fahrerwertung
| Pos. | Fahrer           | Konstrukteur          | Punkte |
| ---- | ---------------- | --------------------- | ------ |
| 01   | Lewis Hamilton   | Mercedes              | 44     |
| 02   | Max Verstappen   | Red Bull Racing-Honda | 43     |
| 03   | Lando Norris     | McLaren-Mercedes      | 27     |
| 04   | Charles Leclerc  | Ferrari               | 20     |
| 05   | Valtteri Bottas  | Mercedes              | 16     |
| 06   | Carlos Sainz jr. | Ferrari               | 14     |
| 07   | Daniel Ricciardo | McLaren-Mercedes      | 14     |
| 08   | Sergio Pérez     | Red Bull Racing-Honda | 10     |
| 09   | Pierre Gasly     | AlphaTauri-Honda      | 6      |
| 10   | Lance Stroll     | Aston Martin-Mercedes | 5      |

| Pos. | Fahrer             | Konstrukteur              | Punkte |
| ---- | ------------------ | ------------------------- | ------ |
| 11   | Yuki Tsunoda       | AlphaTauri-Honda          | 2      |
| 12   | Esteban Ocon       | Alpine-Renault            | 2      |
| 13   | Fernando Alonso    | Alpine-Renault            | 1      |
| 14   | Kimi Räikkönen     | Alfa Romeo Racing-Ferrari | 0      |
| 15   | Antonio Giovinazzi | Alfa Romeo Racing-Ferrari | 0      |
| 16   | George Russell     | Williams-Mercedes         | 0      |
| 17   | Sebastian Vettel   | Aston Martin-Mercedes     | 0      |
| 18   | Mick Schumacher    | Haas-Ferrari              | 0      |
| 19   | Nikita Masepin     | Haas-Ferrari              | 0      |
| 20   | Nicholas Latifi    | Williams-Mercedes         | 0      |

### Konstrukteurswertung
| Pos. | Konstrukteur          | Punkte |
| ---- | --------------------- | ------ |
| 1    | Mercedes              | 60     |
| 2    | Red Bull Racing-Honda | 53     |
| 3    | McLaren-Mercedes      | 41     |
| 4    | Ferrari               | 34     |
| 5    | AlphaTauri-Honda      | 8      |

| Pos. | Konstrukteur              | Punkte |
| ---- | ------------------------- | ------ |
| 06   | Aston Martin-Mercedes     | 5      |
| 07   | Alpine-Renault            | 3      |
| 08   | Alfa Romeo Racing-Ferrari | 0      |
| 09   | Williams-Mercedes         | 0      |
| 10   | Haas-Ferrari              | 0      |